# Kostel Všech svatých (Bělá nad Svitavou)
Kostel Všech svatých je římskokatolický farní kostel v obci Bělá nad Svitavou v okrese Svitavy. Od roku 1958 je chráněn jako kulturní památka České republiky.

## Historie
Na místě současného kostela stál od roku 1437 původní kostel. Ten byl zničen během třicetileté války. Poté byl postaven nový kostel s kamennou křtitelnicí a čtyřmi zvony. Od roku 1720 se kostel stal farním (v tuto dobu byla také postavena barokní fara) a prvním farářem se stal Basilius Šimický (Schimizky).
V letech 1751 až 1756 byl přičiněním nového faráře Františka Zikana postaven nový kostel. Barokní budovu nechal vystavět František Jan Nepomuk, hrabě z Walderode z Eckhausenu. Kostel byl však dokončen až roku 1767, kdy bylo dostavěno dvouvěží. O rok později byla před kostelem umístěna socha svatého Jana Nepomuckého, na kterou přispěl mlynář Gaber z Radiměře. Hřbitov kolem kostela byl v 19. století z hygienických důvodů zrušen a postaven jinde. V roce 1900 byly u obou postranních oltářů nahrazeny prohnilé dřevěné stupně stupni kamennými.
Během první světové války byly z kostela odvezeny tři zvony: poledníček, umíráček a velký zvon. Roku 1923 byla zbořena i hřbitovní zeď a nahrazena dřevěným plotem. V letech 1931 – 1935 byl kostel opravován a byla zde zavedena elektřina. Během druhé světové války byly opět zrekvírovány zvony, nicméně jeden ze zvonů byl v roce 1947 vrácen z Německa a opětovně zavěšen.
Na přelomu 20. a 21. století proběhla řada benefičních koncertů, díky nimž byla zhotovena kovaná brána. V roce 2002 byla provedena oprava elektroinstalace a celý kostel byl vymalován.

## Popis

### Kostel
Kostel je obdélný s křížovou lodí a trojboce uzavřeným presbytářem s obdélnou sakristií po jižní straně. Západnímu průčelí dominují dvě věže. Nad vestavbou kruchty mezi věžemi je západní průčelí ukončeno trojbokým štítem, ukončeným římsovým segmentem nesoucím pískovcovou sochu Panny Marie. Střecha je sedlová. Nad křížením lodi se nalézá osmiboký sanktusník s bání, pokrytý pozinkovaným plechem. Kostel je významným dokladem venkovské barokní architektury 18. století.
Hlavní oltář je od malíře Josefa Scheiwla. Nachází se zde také freska zobrazující svatou Alžbětu Durynskou rozdávající chléb od Irmgardy Langové. Ta fresku vytvořila v roce 1928. Nacházejí se zde varhany od Karla Welzela z roku 1807.

### Areál kostela
V areálu kostela se nachází několik soch. Před západním průčelím jižní věže stojí klasicistní pilíř z roku 1811 doplněný mramorovým křížem z počátku 20. století. Na přední stěně podstavce se nachází reliéf Bolestné Panny Marie a na zadní stěně nečitelná nápisová destička.
Před západním průčelím severní věže kostela stojí pískovcový pilíř z roku 1895. Na něm pak stojí socha neposkvrněného početí Panny Marie. Autorem je pravděpodobně D. Krejčí z Poličky. Obě sochy před západním průčelí jsou chráněny jako kulturní památka.
V areálu se dále nachází také pomník obětem 1. světové války z roku 1921. Na zadní straně pomníku je vytesán nápis GEWIDNET VON DER GEMEINDE DEUTSCH BIELAU 1921 (Věnováno německou obcí Bělou roku 1921). Na přední straně byla původně skleněná deska s 43 jmény bělských obyvatel zahynulých v první světové válce. Ta byla však zničena a nahrazena s menší deskou s textem „Obětem 1. světové války“.

## Galerie

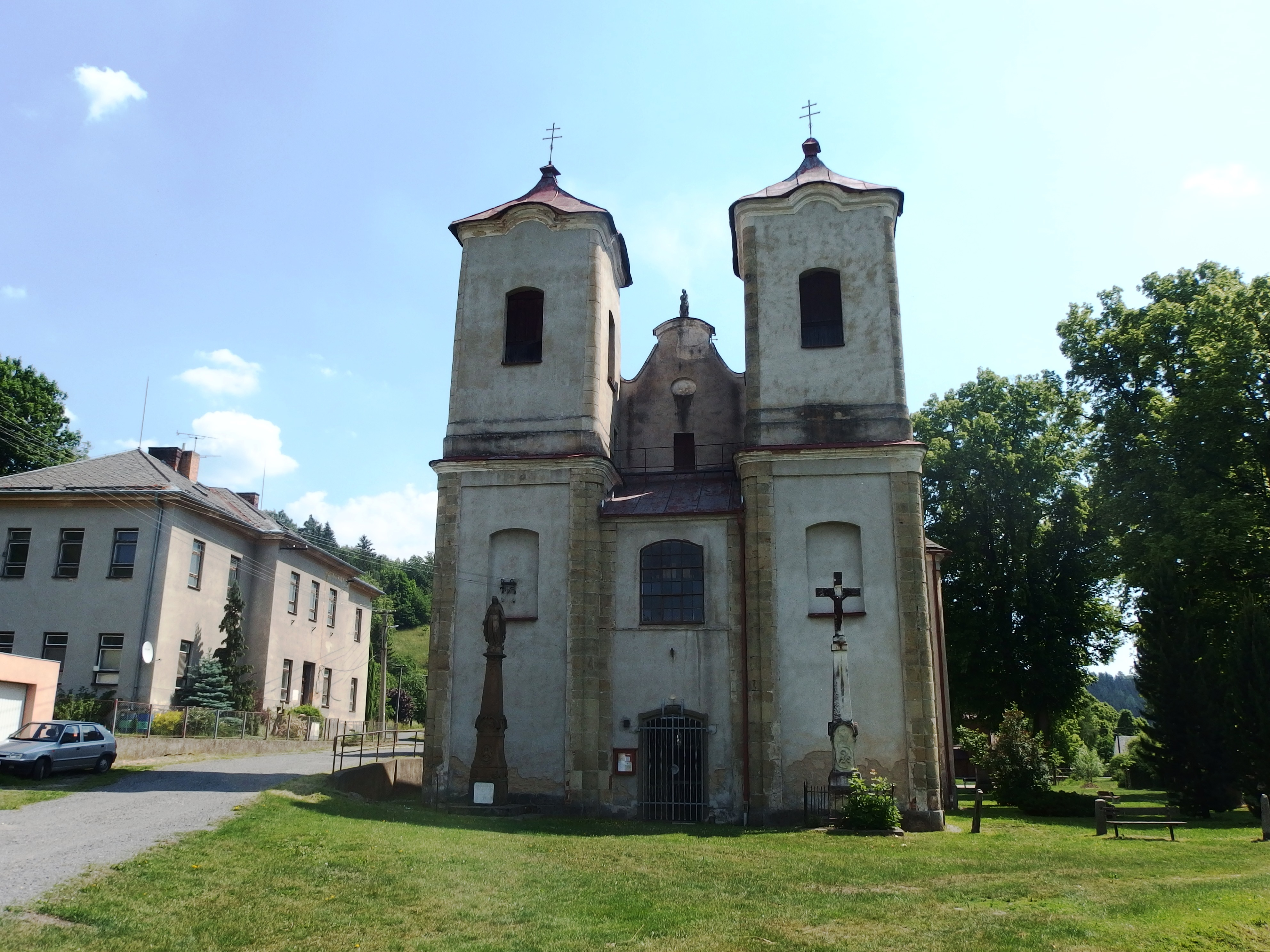
Kostel - vstupní západní průčelí
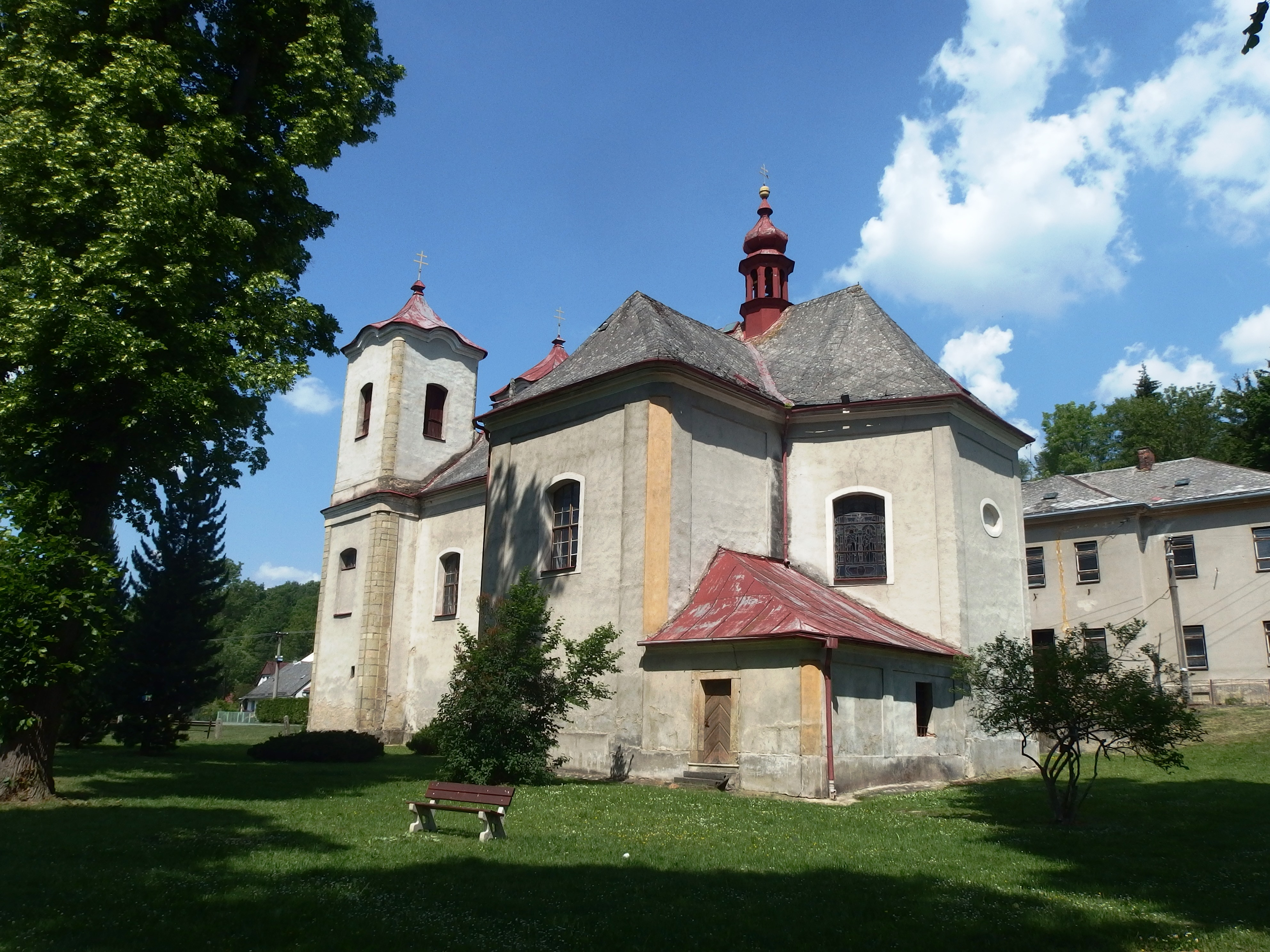
Kostel - presbytář a jižní průčelí
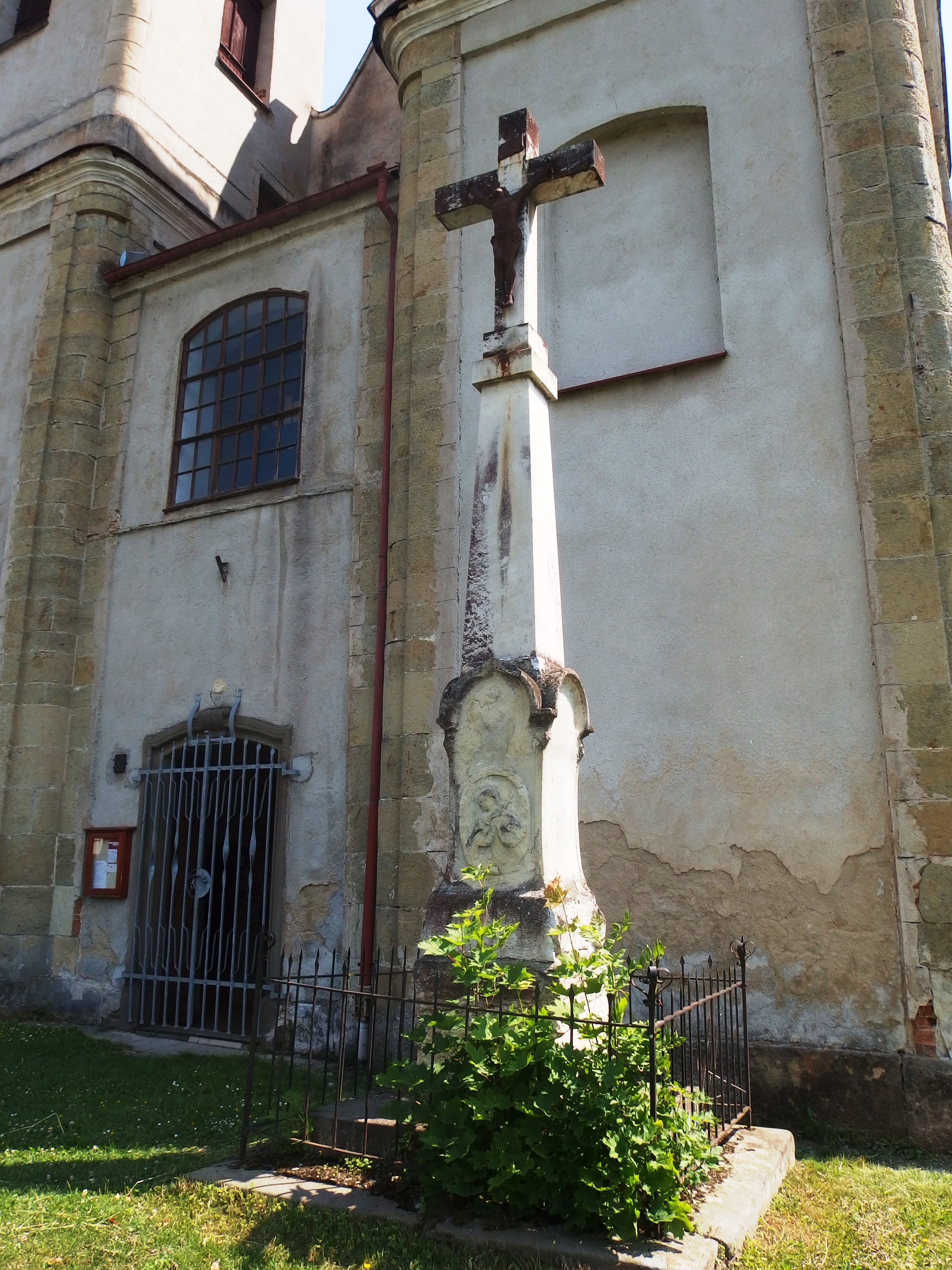
Kříž před jižní věží
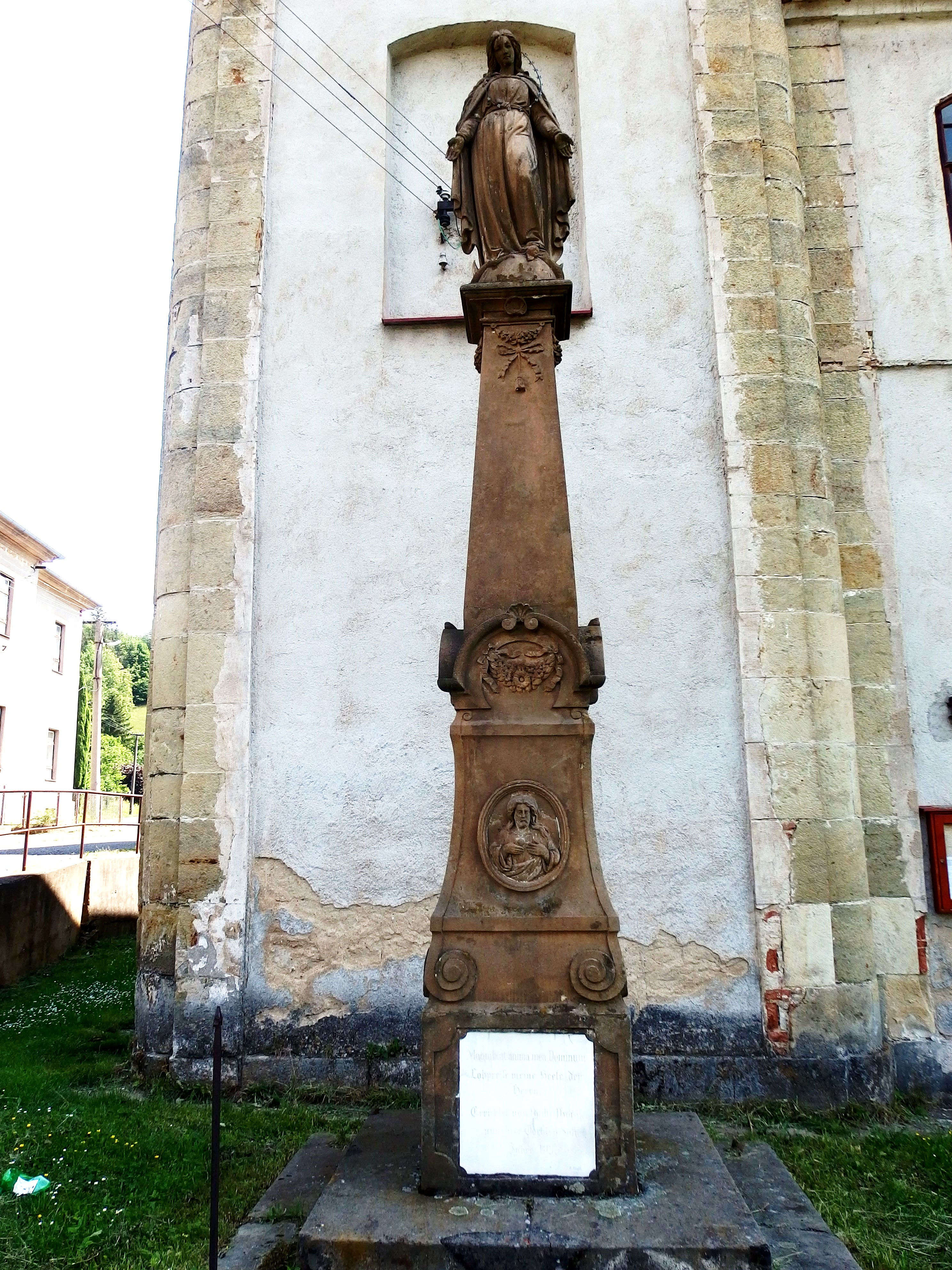
Socha neposkvrněného početí Panny Marie před severní věží